# База Спокою

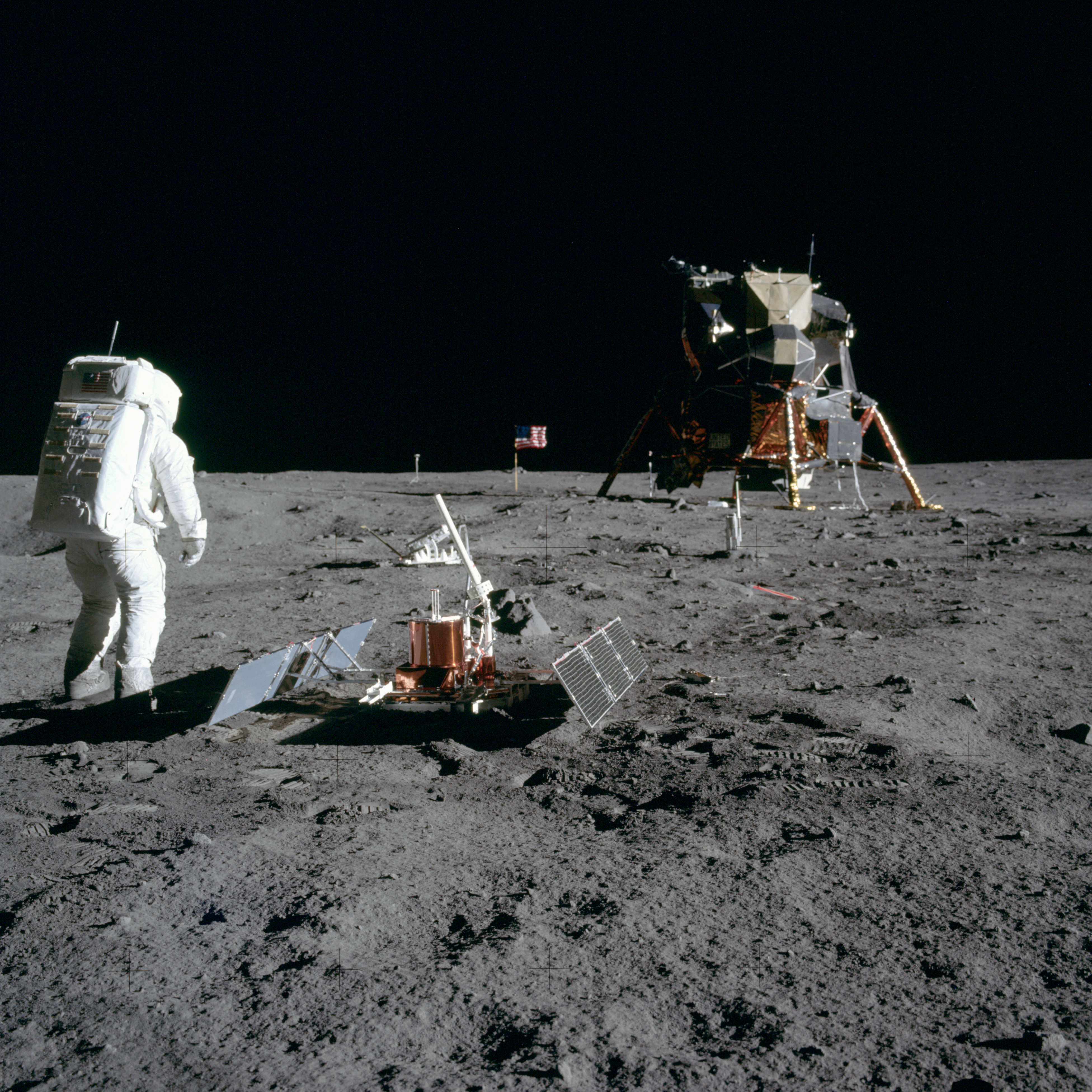
База Спокою

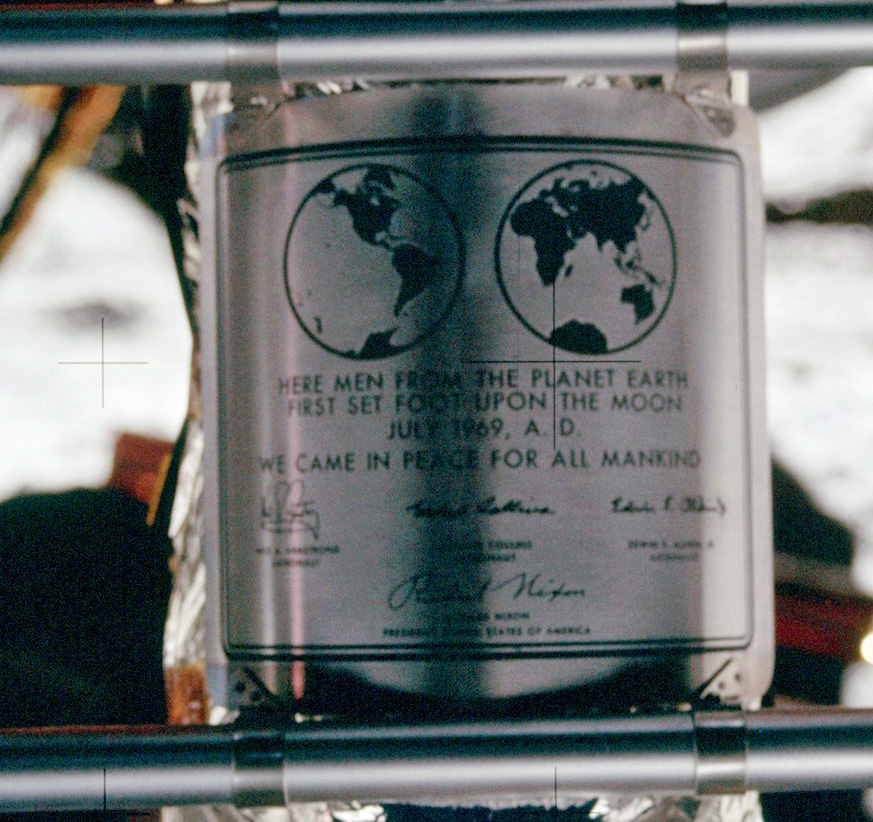
Фотографія таблички, залишеної на Базі Спокою в нижній (посадковій) частині місячного модуля

База Спокою (англ. Tranquility Base) — назва місця приземлення на Місяці (примісячення) Місячного модуля «Аполлона-11» Ігл («Орел»). Дана астронавтом Нілом Армстронгом одразу ж після приземлення. Місячні координати — 00°41′15″ пн. ш. 23°26′00″ сх. д. / 0.68750° пн. ш. 23.43333° сх. д., на південний захід від рівнини Моря Спокою (лат. Mare Tranquillitatis) біля кратерів Себін і Ріттер і борозни Іпатії, у США неофіційно прозваною «хайвеєм № 1» (US Highway Number 1).
Армстронг: «Хьюстон, говорить База Спокою. Орел сів».
Чарльз Дюк: «Зрозумів вас, База Спокою. Ви приземлились. Ми тут всі посиніли. Тепер ми знову дихаємо. Дякуємо дуже!».
Міжнародний астрономічний союз включив цю назву в офіційний список найменувань об'єктів місячної поверхні (як виняток) під латинським ім'ям Statio Tranquillitatis.

## Інтернет-ресурси
- Mondkarte der Tranquility Base bei Google Moon [Архівовано 22 липня 2017 у Wayback Machine.]
- Surface panorama of landing site [Архівовано 19 січня 2021 у Wayback Machine.] (by Armstrong), Lunar and Planetary Institute
- USGS Planetary Gazetteer Entry [Архівовано 15 липня 2007 у Wayback Machine.]
- Photo Number IV-085-H1 [Архівовано 2 липня 2006 у Wayback Machine.], Digital Lunar Orbiter Photographic Atlas of the Moon, showing the Apollo 11 landing site and vicinity